# Чаплінек (Лодзинське воєводство)
Чаплінек (пол. Czaplinek) — село в Польщі, у гміні Зґеж Зґерського повіту Лодзинського воєводства.
Населення — 316 осіб (2011).

## Демографія
Демографічна структура станом на 31 березня 2011 року:
|          | Загалом | Допрацездатний вік | Працездатний вік | Постпрацездатний вік |
| -------- | ------- | ------------------ | ---------------- | -------------------- |
| Чоловіки | 152     | 34                 | 105              | 13                   |
| Жінки    | 164     | 33                 | 100              | 31                   |
| Разом    | 316     | 67                 | 205              | 44                   |